# Municipio de Campbell (Dakota del Sur)
El municipio de Campbell (en inglés: Campbell Township) es un municipio ubicado en el condado de Hand en el estado estadounidense de Dakota del Sur. En el año 2010 tenía una población de 18 habitantes y una densidad poblacional de 0,19 personas por km².

## Geografía
El municipio de Campbell se encuentra ubicado en las coordenadas 44°40′41″N 99°15′6″O / 44.67806, -99.25167. Según la Oficina del Censo de los Estados Unidos, el municipio tiene una superficie total de 92.55 km², de la cual 92,55 km² corresponden a tierra firme y (0 %) 0 km² es agua.

## Demografía
Según el censo de 2010, había 18 personas residiendo en el municipio de Campbell. La densidad de población era de 0,19 hab./km². De los 18 habitantes, el municipio de Campbell estaba compuesto por el 94,44 % blancos y el 5,56 % eran de una mezcla de razas. Del total de la población el 0 % eran hispanos o latinos de cualquier raza.